# Hugo Van Gastel
Hugo Van Gastel (* 23. März 1953 in Antwerpen) ist ein ehemaliger belgischer Radrennfahrer und nationaler Meister im Radsport.

## Sportliche Laufbahn
1974 gewann er als Amateur die belgische Meisterschaft im Dernyrennen und mit Walter Huybrechts, Herman Van Gansen und Roger De Beukelaer den Titel in der Mannschaftsverfolgung. 1975 siegte bei den nationalen Bahnmeisterschaften in der Mannschaftsverfolgung. Das Meisterschaftsrennen der Steher konnte er vor François Caethoven für sich entscheiden.
1976 wurde er Berufsfahrer im Radsportteam Ebo-Cinzia und blieb bis 1981 als Profi aktiv. In der Stehermeisterschaft der belgischen Profis gewann er Silber, 1977 wurde er Dritter des Titelkampfes. 
Die Vuelta a España fuhr er 1977 und wurde 44. des Endklassements, 1976 war er ausgeschieden.